# Scleria hirtella
Scleria hirtella là loài thực vật có hoa trong họ Cói. Loài này được Sw. miêu tả khoa học đầu tiên năm 1788.